# Problema de Erdős das distâncias distintas
Em geometria discreta, o problema de Erdős das distâncias distintas trata da hipótese que entre n pontos distintos sobre uma superfície plana, existem pelo menos n1 − o(1) distâncias distintas. O problema foi apresentado por Paul Erdős em 1946. Em 2010, em um artigo aguardando verificação (mas considerado como correto por matemáticos como Terence Tao), Larry Guth e Net Hawk Katz afirmam ter uma solução.